# 천국의 발견
《천국의 발견》(네덜란드어: De ontdekking van de hemel 더 온트데킹 판 더 헤멀[*])은 하리 뮐리스의 1992년작 네덜란드어 소설 작품이다. 이 소설은 '막스'와 '오노'라는 두 인물의 우정과 이들이 '아다'라는 여성을 사이에 두고 펼치는 삼각 관계 등을 배경으로, 십계명이 적힌 석판들을 천국으로 돌려놓기 위해 벌이는 신비로운 여정을 그리고 있다. 네덜란드 문학 번역지원 재단의 협조를 받아 2002년 네덜란드어 원전이 한국어로 완역되었으며, 작가정신에서 2권으로 나누어 출판되었다. 네덜란드 국내에서만 50만 부가 넘게 팔렸고, 수십 개의 외국어로 번역되어 호평을 받았다. 네덜란드의 예룬 크라베(Jeroen Krabbé) 감독에 의해 2001년 《디스커버리 오브 헤븐》으로 영화화되기도 했다.
이 작품에서 숫자가 붙은 장의 수는 65개인데, 이는 뮐리스 스스로가 65세 되는 해 작품을 출간할 계획으로 집필에 착수하여 실제로 65세 되던 해인 1992년 출판했기 때문이라고 밝히고 있다. 이 외에도 작품 내에 작가 하리 뮐리스의 자서전적 요소들이 진하게 녹아들어 있다. 작중의 여러 공간들, 쿠바 여행, 교통사고 등은 작가의 실제 체험을 반영하며, 등장 인물 중 '막스'에게는 작가의 성격이 강하게 투영되어 있는 반면 '오노'는 요절한 작가의 친한 친구가 모델이다.

## 작품 구조 및 줄거리
이 소설은 4부 71장(숫자가 붙은 장 1장~65장과 '서막', '임명', '제1간주곡', '제2간주곡', '제3간주곡', '종막'을 통틀어 71장이다)으로 되어 있으며, 각각의 부 명칭은 '시작의 시작', '시작의 끝', '끝의 시작', '끝의 끝'이다. 숫자가 붙은 65개의 장에서는 인간들의 이야기가 진행되며(형식상 이 이야기는 부장 천사의 보고이다), 나머지 6개의 장에서는 천사들의 이야기가 진행되는 이중적인 서술 구조를 취하고 있다.

### 줄거리
천국의 천사들이 십계명이 위반되고 있으며 인간들이 루시퍼(작중 루시페르)를 섬기고 있음을 알아내었다. 사탄이 베이컨을 유인해 인류를 대신하는 불법 계약을 맺고 과학과 기술의 발달을 가속화시킴으로써 인류 문명은 신의 경쟁자가 되었으며, 규범을 상실한 인류는 혼란에 빠졌다. 복잡다단한 정치적, 경제적 행위를 통해 사람들은 갈수록 권력과 부에만 집착하고, 환경은 인간의 손에 의해 파괴되어 가며, 대규모 전쟁이 연이어 발생하여 셀 수 없이 많은 사람들이 죽고 다친다.
이 시대에 신의 위신은 추락할 대로 추락하여 여러 부문에서 이미 인간에게 과거의 자리를 내주고 있었다. 과거에는 신적인 능력이라 평가되었던 영역에 인간들이 기술을 앞세워 침범해 오고 있었기 때문이다. 심지어 천문학자 '막스'가 천국의 정체조차 추적하여 그 비밀을 수학적으로 밝혀내기 직전이었다. 결국 천국에서는 인간과의 계약을 파기하고 십계명이 새겨진 두 개의 석판을 회수하는 계획을 세운다. 이 임무는 인간 '크빈턴'의 손에 맡겨지고, 크빈턴은 이를 완수하기 위해 철저히 예정된 준비 과정을 밟게 된다. 성년이 된 크빈턴은 '지성소'에서 십계명의 석판을 찾고 훔쳐내는 데 성공한다. 크빈턴은 이 석판을 원래의 지성소가 있던 예루살렘으로 가져가 파괴하여 계약을 공식적으로 깨는 의식을 치르고, 그 자신은 승천한다.

### 주요 등장인물
- 막스; 막스 델리위스(Max Delius) : 천문학자. 정확하고 꼼꼼한 성격이며, 예민하고 음악을 사랑하는 한편 멋 부리기도 좋아한다.[6] 오노가 정계 진출 때문에 바빠지자 아다의 어머니인 소피아와 함께 오노와 아다의 아들인 크빈턴을 맡아 기른다. 크빈턴이 성인이 되기 전에 우주의 비밀을 담은 천문학 공식을 발견하는데, 이 공식을 발표하기 직전 운석에 맞아 사망한다.[7]

- 오노; 오노 크비스트(Onno Quist) : 언어학자. 막스의 절친한 친구로 막스와 여러 면에서 대조적인 성격이다. 내성적이고 세상 물정에 어두우며, 예능에도 둔하고 겉치레에 무관심하다.[6] 크빈턴이 태어나기 전 정계에 진출하여 바빠져 크빈턴에게 계속 소홀하다가, 정치적으로 매장을 당하게 되는 일이 발생하고 연인 '헬가 하트만'마저 노상에서 살해되어[8] 절망에 빠지고 네덜란드를 떠나 종적을 감춘다.[7][9] 그러나 나중에 성년이 된 크빈턴을 로마의 판테온에서 만나고[10], 크빈턴과 힘을 합쳐 '지성소'에서 석판을 훔쳐낸다.

- 아다; 아다 브론스(Ada Brons) : 첼리스트. 처음 막스와 만나 사랑에 빠져 동거하게 되지만, 얼마 되지 않아 막스와의 관계에 트러블이 생기게 된다. 막스가 아버지의 고향 답사를 떠난 사이 오노의 여자가 되어, 막스와 오노는 아다를 사이에 둔 삼각관계를 형성한다. 셋이 함께 쿠바의 해변으로 떠났을 때 오노는 모르는 채 아다와 막스의 정사가 벌어지고, 아다는 임신하게 된다. 막스는 자신이 친구 아이의 아버지일 가능성 때문에 양심의 가책을 받는다. 그러던 중 교통사고가 일어나 아다는 긴 혼수상태에 빠진다. 결국 의식을 되찾지 못하는 아다에게서 제왕절개 시술을 통해 크빈턴이 태어난다.[11] 그 후로도 계속 혼수상태로 있던 아다는 아들 크빈턴이 천국의 임무를 마친 후에야 비로소 숨을 거두고 화장된다.[7]

- 크빈턴; 크빈턴 크비스트(Quinten Quist) : 십계명이 새겨진 석판을 찾아내고 천국으로 승천하는 임무를 띤 인물이다. 공식적으로는 양아버지인 막스와 할머니의 손에 맡겨진 채로 성장한다. 크빈턴의 생활 공간인 '대판관'은 '세계'를 상징하며, 거대한 미로처럼 복잡하게 만들어져 있는 성이다. 이 성은 크빈턴의 꿈에 나타나는 '성곽'의 본질을 닮아 있는데, 모든 것이 겉으로는 우연처럼 보이지만 그 실상은 필연적으로 얽혀 있는 관계를 상징하는 것이다. 따라서 이 성은 크빈턴이 수행해야 할 천국의 임무를 준비하는 데 필수적이다.[12]

## 수상
- 1993년 이 책으로 하리 뮐리스는 물타툴리 상과 메카 상을 수상하였다.
- 1999년 프랑스어 번역서로 하리 뮐리스는 프랑스의 장 모네 유럽 문학상(Prix Jean Monet de Literature Europianne)을 수상하였다.[2]
- 2007년 3월 11일, 네덜란드의 석간신문 NRC 한덜스블라트(NRC Handelsblad)는 《천국의 발견》을 최고의 네덜란드어 소설 10선 중 하나로 뽑았다.[13]

## 참고 문헌
- 하리 멀리쉬, 지명숙 역, 《천국의 발견 1 2》, 작가정신, 2002.